# Ticiano (advogado)
Ticiano (em latim: Titianus) foi um advogado romano do século IV, ativo durante o reinado de Teodósio I (r. 378–395). Segundo algumas leis do período, em 2 de março de 395 apareceu diante do procônsul da África Herodes.